# Wazirabad
Wazirabad är en stad i distriktet Gujranwala i den pakistanska provinsen Punjab. Folkmängden uppgick till cirka 130 000 invånare vid folkräkningen 2017.